# جهاد آرمان
جهاد آرمان (انگلیسی: Cihat Arman; ۱۶ ژوئیهٔ ۱۹۱۵ – ۱۴ مهٔ ۱۹۹۴) بازیکن فوتبال اهل ترکیه بود.
از باشگاه‌هایی که در آن بازی کرده‌است می‌توان به باشگاه ورزشی گنچلربیرلیغی و باشگاه فوتبال فنرباغچه اشاره کرد.
وی همچنین در تیم ملی فوتبال ترکیه بازی کرده‌است.